# Els homes salvatges de Borneo
Waino i Plutano, Els homes salvatges de Borneo, varen ser dos germans nans excepcionalment forts que es varen fer famosos de la mà de P. T. Barnum i el seu espectacle de monstres.

## Biografia
En Waino i en Plutano eren en realitat en Hiram i en Barney Davis, dos germans deficients mentals nats a una granja de Connecticut el 1825 i el 1827, respectivament. El cens de 1850 per a ells suggereix que van néixer una mica més tard el 1829 i el 1831. Els seus pares eren David Harrison Davis i Catherine Blydenburgh. Després de la mort del seu pare el 1842, la seva mare es va tornar a casar amb William Porter.
Ambdós mesuraven un metre d'alçada i pesaven vora 20 quilos, i amb tot podien realitzar gestes que requereixen molta de força, com aixecar grans pesos o lluitar contra gent del públic a l'escenari. Descoberts i apadrinats per un firaire ambulant conegut com el Doctor Warner el 1852, Hiram i Barney van rebre nous noms, Waino i Plutanor, i una història de fons sensacional: es deia que eren de l'illa de Borneo, on havien estat capturats després d'una gran lluita amb mariners armats. Inicialment van tenir un èxit modest, però almenys un diari va creure que eren nans dels Estats Units. Els dos es van exposar a fires estatals de tots els Estats Units. Al cens de 1860 vivien a Somerville, Massachusetts, a la casa d'Henry Harvey, un home d'espectacles. En algun moment dels anys següents, la gestió de la parella va ser transferida a un familiar del doctor Warner, Hanford A. Warner.
El 1874, es valoraven en 50.000 dòlars. Al gener de 1877 estaven actuant al New American Museum ubicat a Manhattan. Al juny de 1880, en el moment del cens federal, estaven de gira amb el circ de William C. Coup i van ser enumerats sota les seves identitats assumides. El 1882 Waino i Plutanor es van involucrar amb P. T. Barnum i les seves exposicions itinerants. Amb la llegendària habilitat promocional de Barnum, les carreres dels Wild Men of Borneo van enlairar i durant els propers 25 anys, la parella va guanyar aproximadament 200.000 dòlars, que era una suma enorme en aquella època, equivalent a 6.000.000 de dòlars actuals.
Les seves exposicions consistien principalment en la realització d'actes de gran força, com aixecar els membres del públic adult i lluitar amb el públic i entre ells. Es deia que podien aixecar fins a 300 lliures (140 kg) cadascun. El novembre de 1887 estaven actuant al Dime Museum and Theatre d'Eugene Robinson. A la dècada de 1890, el fill d'Hanford, Ernest, es va fer càrrec del deures de gestió dels germans Davis a causa del fet que el gran Hanford es va tornar cec.
El 1903 els germans van ser retirats de les exposicions per la família Warner. Hiram va morir a Waltham, Massachusetts el 16 de març de 1905. Barney es va aturar treballant després de la mort del seu germà. El seu antic manager Hanford Warner va morir el 1910. Barney va morir el 31 de maig de 1912 a Waltham, Massachusetts, a la casa de la família Warner. Els dos estan enterrats junts a Mount Vernon, Ohio, sota una làpida marcada "Little Men". Els diaris de l'època informen que van ser enterrats a Waltham, Massachusetts. Es desconeix quan es van traslladar els seus cossos a Ohio.